# Свилош
Свилош је насеље у Србији у општини Беочин у Јужнобачком округу. Удаљено је 37 km од Новог Сада. Према попису из 2022. било је 239 становника.

## Историја
Прва насеља у Свилошу су још из римског доба. Први пут се помиње под тим именом 1687. године. Село је настало на територији где су сечене шуме, на путу који повезује Сремску Митровицу (јужни Срем), са северним делом Срема. Такође, преко Свилоша је једини пут за село Грабово.
Место је 1885. године било у склопу Ердевичког изборог среза са својих 384 душе.
Као и многа друга фрушкогорска села, током Другог светског рата је спаљено и по завршетку рата обновљено.
Овде се налази чардак, који представља непокретно културно добро као споменик културе и Вила Равне. Овде се налази Црква Ваведења Пресвете Богородице у Свилошу.

## Демографија
У насељу Свилош живи 274 пунолетна становника, а просечна старост становништва износи 39,3 година (38,2 код мушкараца и 40,6 код жена). У насељу има 123 домаћинства, а просечан број чланова по домаћинству је 2,94.
Ово насеље је великим делом насељено Србима (према попису из 2002. године).
|  |

| Демографија | Демографија | Демографија |
| Година      | Становника  | Становника  |
| ----------- | ----------- | ----------- |
| 1948.       | 470         |             |
| 1953.       | 472         |             |
| 1961.       | 417         |             |
| 1971.       | 419         |             |
| 1981.       | 367         |             |
| 1991.       | 347         | 347         |
| 2002.       | 362         | 362         |

| Етнички састав према попису из 2002.‍ | Етнички састав према попису из 2002.‍ | Етнички састав према попису из 2002.‍ | Етнички састав према попису из 2002.‍ | Етнички састав према попису из 2002.‍ |
| ------------------------------------ | ------------------------------------ | ------------------------------------ | ------------------------------------ | ------------------------------------ |
|                                      |                                      |                                      |                                      |                                      |
| Срби                                 | Срби                                 |                                      | 350                                  | 96,68%                               |
| Хрвати                               | Хрвати                               |                                      | 2                                    | 0,55%                                |
| Словаци                              | Словаци                              |                                      | 2                                    | 0,55%                                |
| Југословени                          | Југословени                          |                                      | 2                                    | 0,55%                                |
| непознато                            | непознато                            |                                      | 1                                    | 0,27%                                |

| Година пописа     | 1948. | 1953. | 1961. | 1971. | 1981. | 1991. | 2002. |
| ----------------- | ----- | ----- | ----- | ----- | ----- | ----- | ----- |
| Број домаћинстава | 121   | 131   | 127   | 122   | 115   | 116   | 123   |

| Број чланова      | 1  | 2  | 3  | 4  | 5  | 6 | 7 | 8 | 9 | 10 и више | Просек |
| ----------------- | -- | -- | -- | -- | -- | - | - | - | - | --------- | ------ |
| Број домаћинстава | 28 | 34 | 13 | 25 | 14 | 6 | 3 | 0 | 0 | 0         | 2,94   |

| Пол    | Укупно | Неожењен/Неудата | Ожењен/Удата | Удовац/Удовица | Разведен/Разведена | Непознато |
| ------ | ------ | ---------------- | ------------ | -------------- | ------------------ | --------- |
| Мушки  | 150    | 40               | 97           | 8              | 5                  | 0         |
| Женски | 140    | 15               | 99           | 23             | 3                  | 0         |
| УКУПНО | 290    | 55               | 196          | 31             | 8                  | 0         |

| Пол    | Укупно                    | Пољопривреда, лов и шумарство | Рибарство                            | Вађење руде и камена | Прерађивачка индустрија       |
| ------ | ------------------------- | ----------------------------- | ------------------------------------ | -------------------- | ----------------------------- |
| Мушки  | 103                       | 58                            | 0                                    | 1                    | 18                            |
| Женски | 43                        | 30                            | 0                                    | 0                    | 1                             |
| УКУПНО | 146                       | 88                            | 0                                    | 1                    | 19                            |
| Пол    | Производња и снабдевање   | Грађевинарство                | Трговина                             | Хотели и ресторани   | Саобраћај, складиштење и везе |
| Мушки  | 0                         | 4                             | 7                                    | 0                    | 2                             |
| Женски | 0                         | 0                             | 5                                    | 1                    | 0                             |
| УКУПНО | 0                         | 4                             | 12                                   | 1                    | 2                             |
| Пол    | Финансијско посредовање   | Некретнине                    | Државна управа и одбрана             | Образовање           | Здравствени и социјални рад   |
| Мушки  | 0                         | 0                             | 3                                    | 1                    | 0                             |
| Женски | 0                         | 0                             | 0                                    | 3                    | 0                             |
| УКУПНО | 0                         | 0                             | 3                                    | 4                    | 0                             |
| Пол    | Остале услужне активности | Приватна домаћинства          | Екстериторијалне организације и тела | Непознато            | Непознато                     |
| Мушки  | 9                         | 0                             | 0                                    | 0                    | 0                             |
| Женски | 2                         | 0                             | 0                                    | 1                    | 1                             |
| УКУПНО | 11                        | 0                             | 0                                    | 1                    | 1                             |